# Front des Balkans
Première Guerre mondiale
Batailles
Front des Balkans
- Front austro-serbe : Campagne de Serbie (7-1914)
- Campagne de Serbie (10-1915)
- Le Cer (8-1914)
- La Kolubara (9-1914)
- Salonique (10-1915
- Krivolak (10-1915)
- Kosovo (11-1915)
- Kosturino (12-1915)
- 1re Doiran (8-1916)
- Strymon (8-1916)
- Kaïmatchalan (9-1916)
- 1re Monastir (9-1916)
- 2e Monastir (3-1917)
- 2e Doiran (4-1917)
- Skra-di-Legen (5-1918)
- Vardar (9-1918)
- Dobropolje (9-1918)
- 3e Doiran (9-1918)
- Uskub (9-1918)
- Campagne de Serbie (9-1918)

Front d'Europe de l'Ouest
Front italien
Front d'Europe de l'Est
Front africain
Front du Moyen-Orient
Bataille de l'Atlantique
Le front des Balkans (appelé aussi front balkanique ou front d'Orient) est un théâtre d'opérations de la Première Guerre mondiale. Il a été ouvert par l'invasion de la Serbie par l'Autriche-Hongrie le 28 juillet 1914. 
À partir de 1915, ce front mobilise une partie des combattants de l'Entente. Les forces de l'Empire britannique et de la  France mènent une expédition dans les détroits des Dardanelles entre mars 1915 et janvier 1916. L'échec de cette opération pousse les belligérants à ouvrir un nouveau front à Salonique, composé d'une multitude d'armées unifiées dans les Armées alliées en Orient (Allied Army of the Orient (en)).
Au Nord des Balkans, la Roumanie entre dans la guerre en août 1916. Le front roumain est alors la composante Sud du front russe. Après la révolution bolchévique, le gouvernement roumain signe l'armistice de Focșani, puis le traité de Bucarest, en sortant alors de son alliance avec l'Entente.  
Sur le front de Macédoine, l'offensive du Vardar à l'automne 1918 rompt le front des Balkans. Elle initie la victoire de l'Entente sur la Bulgarie par le l’armistice de Thessalonique du 29 septembre 1918, puis sur l'Empire ottoman par l'armistice de Moudros du 30 octobre, et enfin sur l'Autriche-Hongrie par l'armistice de Villa Giusti du 4 novembre. Le 10 novembre 1918, les troupes de l'armée française du Danube franchissent le Danube , permettant au gouvernement roumain de rentrer une nouvelle fois en guerre aux côtés de l'Entente.   
Les frontières des pays balkaniques, ex-austro-hongrois et ex-ottomans sont fixées après la guerre par une série de traités internationaux. Le traité de Neuilly a pour conséquence la cession de territoires par la Bulgarie à ses voisins, les traités de Saint-Germain-en-Laye et du Trianon démembrent l'Autriche-Hongrie et le traité de Sèvres démembre l'Empire ottoman. Après la guerre gréco-turque (1919-1922), le traité de Sèvres est remplacé par le traité de Lausanne en juillet 1923. Ce dernier entérine la victoire du Mustafa Kemal et permet un transfert de population entre la Grèce et la Turquie. 

### Front austro-serbe

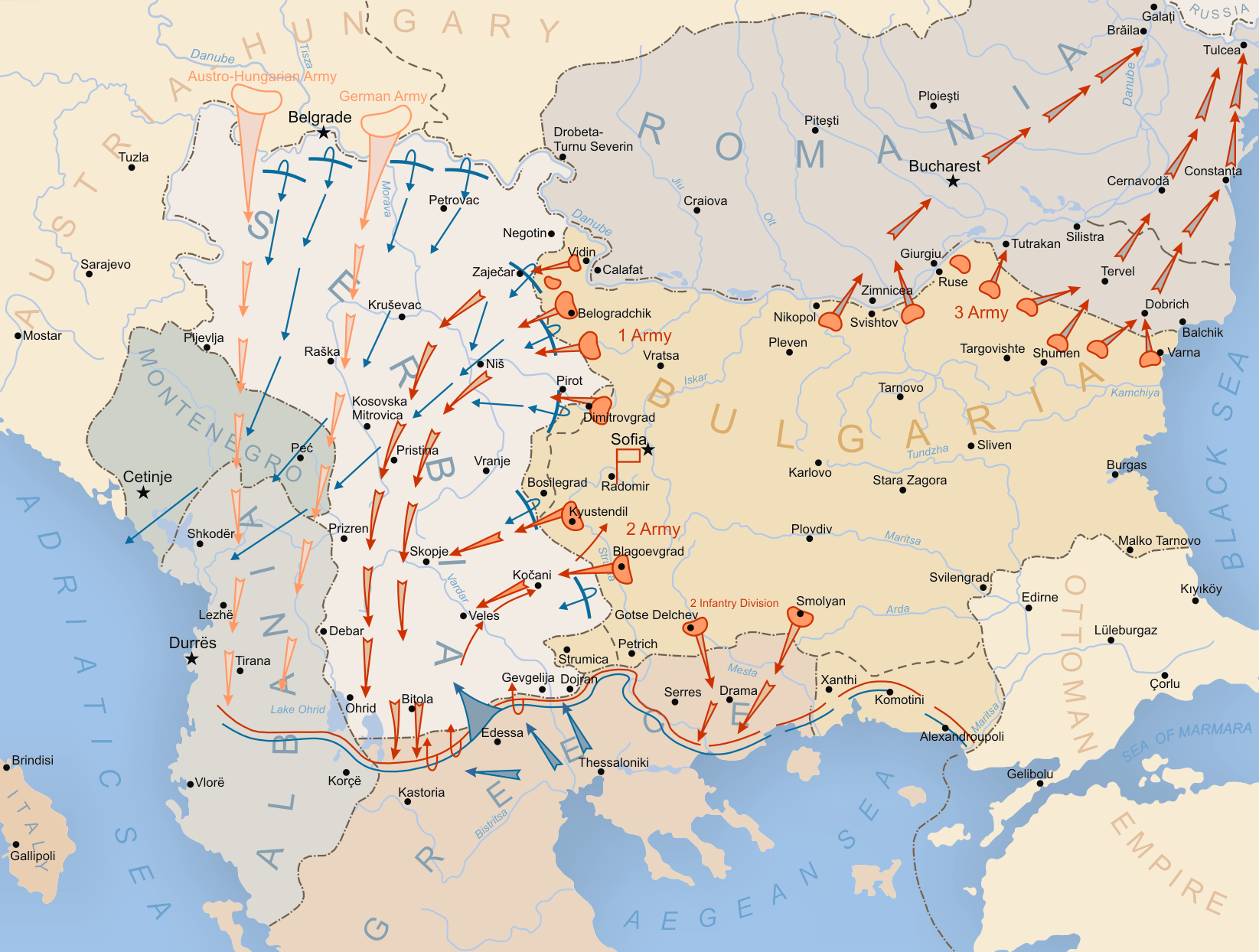
Mouvements des armées austro-hongroises et bulgares (1915-1917).

## Extension du conflit

### Albanie dans la Première Guerre mondiale
La principauté d'Albanie, détachée de l'Empire ottoman à l'issue des guerres balkaniques de 1912-1913, se trouve engagée contre son gré dans la Première Guerre mondiale. C'est officiellement un pays neutre, mais pris dans les intérêts de ses voisins. Le jeune pays est aussi empêtré dans des luttes entre les divers groupes ethniques, des rivalités tribales et les groupes rebelles causant un chaos interne et l'empêchant de faire respecter sa neutralité et son intégrité territoriale. Tour à tour, le pays connaît différentes occupations militaires par ses voisins, la Grèce, l'Italie, la Serbie, l'Autriche-Hongrie et  la Bulgarie. 

#### Épire du Nord et la Grèce (1914)
L'Épire du Nord est une région à cheval sur la Grèce et l'Albanie avec une minorité grecque. Pendant la Première Guerre mondiale, cette région est la cause d'un conflit entre le royaume de Grèce et l'Albanie mais aussi avec les grandes puissances européennes et leurs zones d'influence, essentiellement pour l’Italie et l’Autriche-Hongrie.

#### La retraite serbe en Albanie
Devant les succès des troupes allemandes, austro-hongroises et bulgares, le commandement serbe ordonne la retraite de l'armée. Les Serbes tentent de se maintenir au Kosovo, mais, devant l'imminence de la jonction entre les unités bulgares et germano-austro-hongroises, une retraite générale de l'armée serbe est organisée, afin de continuer la guerre aux côtés des alliés à travers l'Albanie.

#### Protectorat italien (1917-1920) et protectorat français (1916-1917)
Le protectorat italien sur l'Albanie est mis en place par le royaume d'Italie pendant la Première Guerre mondiale afin de placer de jure l'Albanie indépendante sous contrôle italien (1917-1920).
La république de Korça est une région autonome mise en place par la France dans le district de l’actuelle Korçë, dans le sud de l'Albanie, durant la Première Guerre mondiale. Le 10 décembre 1916, la région de Korça, séparée du reste de l’Albanie par la guerre, se déclare autonome et passe sous protectorat français.

#### Occupation bulgare (1916-1917)
Les bulgares occupèrent une partie du nord actuel de l’Albanie. L'occupation commence le 10 décembre 1915, lorsque l'armée bulgare traverse le fleuve Drin jusqu’à Shkodër et prend fin le 9 septembre 1917, quand les troupes françaises reprennent la ville de Pogradec.

#### Occupation austro-hongroise (1916–1918)
L'Autriche-Hongrie occupe en partie l’Albanie bien qu'officiellement les deux pays ne soient pas en guerre. L'Autriche-Hongrie laisse l'administration locale en place, favorise notamment les écoles en langue albanaise et ainsi réduit l'influence de l'italien. La présence austro-hongroise est bien-vécue par les populations, à tel point que certains Albanais combattront au sein des troupes austro-hongroises face aux Alliés.